# Lightning Leiden
Lightning Leiden  is een Nederlandse Americanfootballclub uit Leiden.
De American Football Bond Nederland (AFBN) gebruikt de naam Leiden Lightning voor de club, omdat het gebruikelijk is bij Americanfootballteams eerst de naam van de stad te vermelden, gevolgd door de bijnaam. De Lightning komen uit in de Eerste divisie die georganiseerd wordt door de AFBN.

## Geschiedenis
In 1997 richtte sportleraar Van Duijn met enkele leerlingen American football club Lightning Leiden op.
Omdat er geen locatie was voor deze onbekende sport, werd er iedere vrijdagavond getraind op een oud voetbalveld nabij het universiteitsterrein. De club groeide snel, waardoor Lightning Leiden gebruik mocht maken van het rugbyveld van het universiteitsterrein. Een ruim aantal spelers werd gescout voor het Nederlands team. Het volgende jaar werd Lightning Leiden voor het eerst sinds het bestaan van de club Nederlands kampioen flag football 9-tegen-9. Flag football is de non-contactversie van het American football.
In 2000 was er geen mogelijkheid meer om gebruik te maken van het universiteitsterrein. De club werd verplaatst naar sportcomplex "De Vliet" (voorheen V.V. Sleutels-complex). De club bleef groeien, al snel was het jeugdtackleteam en een peeweeteam een feit. Het jeugdtackleteam is jaren achter elkaar ongeslagen gebleven, wat ervoor zorgde dat er meerdere Nederlandse kampioenschappen binnengehaald werden.
In 2004 was er na fusies geen mogelijkheid meer om op sportcomplex "De Vliet" te blijven, wat aanleiding was voor de Lightning naar het nabijgelegen sportcomplex aan de Montgomerystraat 50A te verhuizen. De club bleef groeien, wat resulteerde in meerdere jeugdteams en een seniorenteam. Inmiddels heeft de club ruim 100 leden, waarvan 55% senior en 45% jeugd is.

## Resultaten
- Tulip Bowl titels: 2
  - 2023, 2024

## Leeftijdscategorieën
De volgende leeftijdscategorieën zijn van toepassing bij Lightning Leiden:
Flag football
- Peewee: 8 t/m 12 jaar (Nederlands kampioen, 2003)
- Cubs: 12 t/m 15 jaar (meervoudig Nederlands kampioen)
- Senior: 16 jaar en ouder (2012 opgericht)

Jeugd-tackle
- 5 vs.5 cadets: 14 t/m 16 jaar (Nederlands Kampioen, 2014)
- 5 vs. 5 juniors: 16 t/m 19 jaar (tweede plaats Nederland 2005)

Tackle football:
- Senior: 18 jaar en ouder (tweede plaats Nederland 2009)

## Spelers

### Selectie 2013
| Nr. | Naam                        | Nationaliteit | Positie                     |
| --- | --------------------------- | ------------- | --------------------------- |
| 4.  | Arnout van der Staaij       | Nederland     | Linebacker                  |
| 8.  | Dany Ortega                 | Curaçao       | Defensive Back/ Quarterback |
| 10. | Ralph van Versendaal        | Nederland     | Defensive Back              |
| 11. | Luuk Weel                   | Nederland     | Wide Receiver               |
| 12. | Beeza Addis                 | Nederland     | Wide Receiver               |
| 21. | Menco Jungerius             | Nederland     | Defensive Back              |
| 22. | Glenn van Gorcum            | Nederland     | Runningback                 |
| 23. | Mike Foen a Foe             | Suriname      | Defensive Back              |
| 24. | Rui Lopes de Lemos          | Portugal      | Defensive Back              |
| 25. | Tany Ortega                 | Curaçao       | Defensive Back/ Runningback |
| 29. | Carmichael Suarez           | Curaçao       | Defensive Line              |
| 33. | Jorrit Bergsma              | Nederland     | Runningback                 |
| 40. | Drewes Tebbes               | Nederland     | Linebacker                  |
| 43. | Niels Ursem                 | Nederland     | Safety                      |
| 44. | Danny Gips                  | Nederland     | Linebacker                  |
| 46. | Jaap Oskam                  | Nederland     | Linebacker                  |
| 51. | Martijn Verkaar             | Nederland     | Defensive Line              |
| 52. | Patrick van der Vlist       | Nederland     | Defensive Line              |
| 55. | Richard Zimmerman           | Nederland     | Defensive Line              |
| 68. | Victor McWilliam            | Nederland     | Offensive Line              |
| 73. | Marcel Gips                 | Nederland     | Offensive Line              |
| 75. | Duuk Kanbier                | Nederland     | Offensive Line              |
| 78. | Rene Vaandrager             | Nederland     | Offensive Line              |
| 80. | Barbaros Kurt               | Turkije       | Wide Receiver               |
| 81. | Jeffrey Verheul             | Nederland     | Wide Receiver               |
| 82. | Benedikt van den Woldenberg | Duitsland     | Wide Receiver               |
| 84. | Kars van der Weijden        | Nederland     | Wide Receiver               |
| 85. | Michiel Bernabela           | Nederland     | Wide Receiver               |
| 87. | Philipp Hassmann            | Duitsland     | Wide Receiver               |
| 88. | Brian Spapens               | Nederland     | Tight End                   |
| 89. | Robert van den Brink        | Nederland     | Wide Receiver/Kicker        |

## Spelers in het Nederlands Team
Spelers van Lightning Leiden die uitkomen voor het Nederlands American Football Team zijn:
- 88. Brian Spapens - Tight End
- 89. Robert van den Brink - Kicker
- 22. Glenn van Gorcum - Running Back
- 69. Thiery van Splunteren - Defensive Line
- 8. Dany Ortega - Defensive Back
- 25. Tany Ortega - Defensive Back
- 52. Patrick van der Vlist - Defensive Line
- 12. Raoul Bodo - Linebacker